# NiSi Filters
NiSi Filters (anche NiSi Optics o semplicemente "NiSi") è un'azienda produttrice di filtri per la fotografia e il cinema.. NiSi Filters è stata fondata nel 2005 a Zhuhai, Cina, e possiede più di 20 brevetti internazionali su tecnologie e design nel campo della fotografia e cinema. L'azienda possiede i "NiSi Store" a Pechino, Guangzhou, Shanghai, Shenzhen. In Giappone, sono presenti con postazioni fisse nei negozi di Bic camera e Yodobashi.

## Filtri cinema
NiSi produce filtri ND, GND, Polarizzatori e altri prodotti per l'industria del cinema. Tutti i filtri cinema sono prodotti con vetro ottico di alta qualità.

## Filtri fotografici
La gamma di filtri ND e GND per la fotografia è molto ampia, oltre alla produzione di svariati holder porta filtri. Tutti i filtri fotografici sono prodotti con vetro ottico per applicazioni di precisione.

## Modello distributivo e produttivo
Il modello NiSi è basato sulla verticalizzazione dei processi. La progettazione è interna, così come la produzione. Grazie a modelli di vendita diretta, cioè i siti ecommerce ufficiali, NiSi ha cercato di rompere i modelli distributivi classici e più complessi (formati da più livelli di distribuzione e/o produzione presso terzi).
Nella fase di distribuzione intervengono le realtà locali, team che gestiscono i magazzini locali e l’assistenza NiSi direttamente in ogni stato. Per supportare questo processo, nel 2016 nasce il sito ufficiale italiano, nel 2019 quello tedesco e nel 2020 quello inglese].